# Trò chơi thập niên 1960
Trang này liệt kê các board game, trò chơi thẻ bài và wargame xuất bản vào thập niên 1960.

## Trò chơi phát hành hoặc phát minh thập niên 1960
- The Game of Life (1960)
- Management (1960)
- Battle Cry (1961)
- Chancellorsville (1961)
- Civil War (1961)
- D-Day (1961)
- Go — The International Travel Game (1961)
- Acquire (1962)
- Aggravation (1962)
- Oh-Wah-Ree (1962)
- Square Mile
- Focus (1964)
- Probe (1964)
- Blitzkrieg (1965)
- Breakthru (1965)
- Mystery Date (1965)
- Nuclear War (1965)
- Squander (1965)
- Fight in the Skies (1966)
- Guadalcanal (1966)
- Hey Pa! There's a Goat on the Roof (1966)
- Twister (1966)
- Facts in Five (1967)
- Feudal (1967)
- Jutland (1967)
- Ka-Bala (1967)
- 1914 (1968)
- Strat-O-Matic Football (1968)
- Anzio (1969)
- Lensman (1969)
- Lines of Action (1969)
- Rivers, Roads & Rails (1969)
- Three Musketeers (1969)

## Sự kiện lớn liên quan đến trò chơi năm1960s
- Parker Brothers được mua bởi General Mills (1963).
- Hassenfeld Brothers đổi tên thành Hasbro Industries và bắt đầu bán hàng công khai trên American Stock Exchange (1968).
- Simulations Publications, Inc. được thành lập bởi James F. Dunnigan (1969).